# Мице Цицков
Мице Цицков е български революционер, деец на Вътрешната македоно-одринска революционна организация.

## Биография
Цицков е роден през 1869 година в голямото българско леринско леринско село Горно Върбени (Екши Су), тогава в Османската империя, днес в Гърция. Влиза във ВМОРО и е дълогодишен ръководител на селския революционен комитет в Горно Върбени. През Илинденско-Преображенското въстание в 1903 година е войвода на подчета. Загива в 1908 година в сражение с турски войски.